# Masdevallia xanthodactyla
Masdevallia xanthodactyla är en orkidéart som beskrevs av Heinrich Gustav Reichenbach. Masdevallia xanthodactyla ingår i släktet Masdevallia och familjen orkidéer. Inga underarter finns listade i Catalogue of Life.